# French Connection II
French Connection 2 es una película dirigida por John Frankenheimer en 1975 y protagonizada por Gene Hackman y Fernando Rey.

## Sinopsis
Popeye Doyle llegó a Marsella para capturar el narcotraficante Alain Charnier que había logrado escapar durante su enfrentamiento previo en Nueva York . 
Siempre en busca del narcotraficante Alain Charnier, cuya red en Estados Unidos había desmantelado y como única persona que puede identificarlo, 'Popeye" Doyle, implacable policía de Nueva York, llega a Marsella donde entró en contacto con el Inspector Bartolomé. Sin embargo es recibido con bastante frialdad, sus homólogos franceses incluso le prohíben el porte de armas.  Aislado, sin hablar el idioma, continúa de todos modos su investigación obstinadamente. Sin darse cuenta de que la policía francesa lo está utilizando para atrapar a Charnier.

## Reparto
- Gene Hackman como Det. Jimmy "Popeye" Doyle.
- Fernando Rey como Alain Charnier.
- Philippe Léotard como Jacques.
- Bernard Fresson como Henri Barthélémy.
- Jean-Pierre Castaldi como Raoul Diron.
- Cathleen Nesbitt como La vieja señorita.

## Banda sonora
La música fue compuesta y dirigida por Don Ellis, que también trabajo en la música de la película original. El mismo resultado es una composición modernista con elementos muy desafiante del jazz. Una banda sonora fue lanzada por el Film Score Monthly en 2005 y vinculado con la música de la primera película.

## Recepción
La película fue bien recibida por los críticos. Rotten Tomatoes reporta que el 76% de los críticos le dieron una reseña positiva sobre la base de 21 reseñas con un puntaje promedio de 6.6/10.
Roger Ebert del Chicago Sun-Times le dio a la película dos estrellas y media de cuatro, diciendo que "Si Frankenheimer y su libreto no le hacen justicia al personaje (de Jimmy "Popeye" Doyle), por lo menos hacen justicia al género y esto es mejor que la mayoría de las películas policíacas que han seguido a The French Connection en los estrenos."